# Finlandia na Zimowych Igrzyskach Olimpijskich 1992
Finlandię na Zimowych Igrzyskach Olimpijskich 1992 reprezentowało 62 zawodników w 8 dyscyplinach.

## Zdobyte medale
| Medal  | Zawodnik                                                      | Dyscyplina sportowa | Konkurencja                     |
| ------ | ------------------------------------------------------------- | ------------------- | ------------------------------- |
| Złoto  | Marjut Lukkarinen                                             | Biegi narciarskie   | 5 km stylem klasycznym mężczyzn |
| Złoto  | Toni Nieminen                                                 | Skoki narciarskie   | Skocznia duża                   |
| Złoto  | Risto Laakkonen Mika Laitinen Toni Nieminen Ari-Pekka Nikkola | Skoki narciarskie   | Drużynowo                       |
| Srebro | Marjut Lukkarinen                                             | Biegi narciarskie   | 15 km stylem klasycznym kobiet  |
| Brąz   | Harri Eloranta                                                | Biathlon            | Sprint mężczyzn                 |
| Brąz   | Jari Isometsä Harri Kirvesniemi Mika Kuusisto Jari Räsänen    | Biegi narciarskie   | Sztafeta mężczyzn               |
| Brąz   | Toni Nieminen                                                 | Skoki narciarskie   | Skocznia normalna               |

## Wyniki reprezentantów Finlandii

### Biathlon

#### Mężczyźni
| Zawodnik                                                | Konkurencja                | Ilość pudeł | Czas      | Pozycja | Źródło |
| ------------------------------------------------------- | -------------------------- | ----------- | --------- | ------- | ------ |
| Harri Eloranta                                          | Sprint na 10 km            | 0 (0+0)     | 26:26.6   | brąz    | [ 1 ]  |
| Vesa Hietalahti                                         | Sprint na 10 km            | 2 (1+1)     | 27:25.1   | 17.     | [ 1 ]  |
| Kari Kataja                                             | Sprint na 10 km            | 1 (0+1)     | 27:46.5   | 27.     | [ 1 ]  |
| Jaakko Niemi                                            | Sprint na 10 km            | 2 (0+2)     | 29:04.0   | 57.     | [ 1 ]  |
| Harri Eloranta                                          | Bieg indywidualny na 20 km | 1 (0+1+0+0) | 58:15.7   | 5.      | [ 2 ]  |
| Vesa Hietalahti                                         | Bieg indywidualny na 20 km | 1 (0+1+0+0) | 58:24.6   | 6.      | [ 2 ]  |
| Seppo Suhonen                                           | Bieg indywidualny na 20 km | 8           | 1:07:21.3 | 74.     | [ 2 ]  |
| Kari Kataja                                             | Bieg indywidualny na 20 km | DNF         | DNF       | DNF     | [ 2 ]  |
| Vesa Hietalahti Jaakko Niemi Harri Eloranta Kari Kataja | Sztafeta 4x7,5 km          | 1           | 1:27:39.5 | 8.      | [ 3 ]  |

#### Kobiety
| Zawodniczka                               | Konkurencja                | Ilość pudeł | Czas      | Pozycja | Źródło |
| ----------------------------------------- | -------------------------- | ----------- | --------- | ------- | ------ |
| Terhi Markkanen                           | Sprint na 7,5 km           | 2 (0+2)     | 27:20.7   | 28.     | [ 4 ]  |
| Mari Lampinen                             | Sprint na 7,5 km           | 3 (2+1)     | 27:46.1   | 34.     | [ 4 ]  |
| Tuija Sikiö                               | Sprint na 7,5 km           | 2 (1+1)     | 28:21.4   | 45.     | [ 4 ]  |
| Johanna Saarinen                          | Sprint na 7,5 km           | 4 (2+2)     | 28:48.6   | 53.     | [ 4 ]  |
| Tuija Sikiö                               | Bieg indywidualny na 15 km | 1 (0+0+0+1) | 54:03.0   | 14.     | [ 5 ]  |
| Mari Lampinen                             | Bieg indywidualny na 15 km | 6 (1+2+1+2) | 57:44.8   | 31.     | [ 5 ]  |
| Terhi Markkanen                           | Bieg indywidualny na 15 km | 4 (1+2+0+1) | 58:08.9   | 37.     | [ 5 ]  |
| Johanna Saarinen                          | Bieg indywidualny na 15 km | 3 (0+3+0+0) | 59:27.0   | 45.     | [ 5 ]  |
| Mari Lampinen Tuija Sikiö Terhi Markkanen | Sztafeta 3x7,5 km          | 0           | 1:20:17.8 | 5.      | [ 6 ]  |

### Biegi narciarskie

#### Mężczyźni
| Zawodnik                                                   | Konkurencja                     | Strata na początku | Czas      | Pozycja | Źródło |
| ---------------------------------------------------------- | ------------------------------- | ------------------ | --------- | ------- | ------ |
| Harri Kirvesniemi                                          | Bieg na 10 km stylem klasycznym | Nie dotyczy        | 28:23.3   | 6.      | [ 7 ]  |
| Mika Myllylä                                               | Bieg na 10 km stylem klasycznym | Nie dotyczy        | 29:17.0   | 14.     | [ 7 ]  |
| Jari Räsänen                                               | Bieg na 10 km stylem klasycznym | Nie dotyczy        | 29:25.2   | 15.     | [ 7 ]  |
| Jari Isometsä                                              | Bieg na 10 km stylem klasycznym | Nie dotyczy        | 29:34.4   | 16.     | [ 7 ]  |
| Harri Kirvesniemi                                          | Bieg na 30 km stylem klasycznym | Nie dotyczy        | 1:25:28.5 | 10.     | [ 8 ]  |
| Mika Kuusisto                                              | Bieg na 30 km stylem klasycznym | Nie dotyczy        | 1:28:45.6 | 26.     | [ 8 ]  |
| Mika Myllylä                                               | Bieg na 30 km stylem klasycznym | Nie dotyczy        | 1:30:08.8 | 34.     | [ 8 ]  |
| Seppo Rantanen                                             | Bieg na 30 km stylem klasycznym | Nie dotyczy        | 1:30:25.6 | 38.     | [ 8 ]  |
| Jari Isometsä                                              | Bieg na 50 km stylem dowolnym   | Nie dotyczy        | 2:12:03.5 | 22.     | [ 9 ]  |
| Mika Kuusisto                                              | Bieg na 50 km stylem dowolnym   | Nie dotyczy        | 2:13:09.3 | 23.     | [ 9 ]  |
| Jari Räsänen                                               | Bieg na 50 km stylem dowolnym   | Nie dotyczy        | 2:14:53.6 | 31.     | [ 9 ]  |
| Jukka Hartonen                                             | Bieg na 50 km stylem dowolnym   | Nie dotyczy        | DNF       | DNF     | [ 9 ]  |
| Harri Kirvesniemi                                          | Bieg pościgowy na 25 km (10+15) | 0:47               | 40:34.4   | 11.     | [ 10 ] |
| Jari Isometsä                                              | Bieg pościgowy na 25 km (10+15) | 1:58               | 40:50.0   | 12.     | [ 10 ] |
| Jari Räsänen                                               | Bieg pościgowy na 25 km (10+15) | 1:49               | 41:29.9   | 19.     | [ 10 ] |
| Mika Myllylä                                               | Bieg pościgowy na 25 km (10+15) | 1:41               | 41:33.1   | 20.     | [ 10 ] |
| Mika Kuusisto Harri Kirvesniemi Jari Räsänen Jari Isometsä | Sztafeta 4x10 km                | Nie dotyczy        | 1:41:22.9 | brąz    | [ 11 ] |

#### Kobiety
| Zawodniczka                                                              | Konkurencja                    | Strata na początku | Czas      | Pozycja | Źródło |
| ------------------------------------------------------------------------ | ------------------------------ | ------------------ | --------- | ------- | ------ |
| Marjut Lukkarinen                                                        | 5 km stylem klasycznym         | Nie dotyczy        | 14:13.8   | złoto   | [ 12 ] |
| Jaana Savolainen                                                         | 5 km stylem klasycznym         | Nie dotyczy        | 15:19.9   | 26.     | [ 12 ] |
| Tuulikki Pyykkönen                                                       | 5 km stylem klasycznym         | Nie dotyczy        | 15:31.1   | 29.     | [ 12 ] |
| Marja-Liisa Kirvesniemi                                                  | 5 km stylem klasycznym         | Nie dotyczy        | 15:33.2   | 31.     | [ 12 ] |
| Marjut Lukkarinen                                                        | 15 km stylem klasycznym        | Nie dotyczy        | 43:29.9   | srebro  | [ 13 ] |
| Marja-Liisa Kirvesniemi                                                  | 15 km stylem klasycznym        | Nie dotyczy        | 44:02.7   | 6.      | [ 13 ] |
| Pirkko Määttä                                                            | 15 km stylem klasycznym        | Nie dotyczy        | 45:40.5   | 17.     | [ 13 ] |
| Sirpa Ryhänen                                                            | 15 km stylem klasycznym        | Nie dotyczy        | 46:06.9   | 22.     | [ 13 ] |
| Marjut Lukkarinen                                                        | 30 km stylem dowolnym          | Nie dotyczy        | 1:27:30.9 | 10.     | [ 14 ] |
| Jaana Savolainen                                                         | 30 km stylem dowolnym          | Nie dotyczy        | 1:32:49.4 | 28.     | [ 14 ] |
| Sirpa Ryhänen                                                            | 30 km stylem dowolnym          | Nie dotyczy        | 1:33:55.7 | 36.     | [ 14 ] |
| Päivi Simukka                                                            | 30 km stylem dowolnym          | Nie dotyczy        | 1:34:21.7 | 37.     | [ 14 ] |
| Marjut Lukkarinen                                                        | Bieg pościgowy na 15 km (5+10) | 0 s                | 26:52.1   | 4.      | [ 15 ] |
| Jaana Savolainen                                                         | Bieg pościgowy na 15 km (5+10) | 1:06               | 28:43.1   | 18.     | [ 15 ] |
| Tuulikki Pyykkönen                                                       | Bieg pościgowy na 15 km (5+10) | 1:17               | 30:02.5   | 33.     | [ 15 ] |
| Marja-Liisa Kirvesniemi Pirkko Määttä Jaana Savolainen Marjut Lukkarinen | Sztafeta 4x5 km                | Nie dotyczy        | 1:00:52.9 | 4.      | [ 16 ] |

### Hokej na lodzie

#### Mężczyźni

##### Skład
- Timo Blomqvist, Kari Eloranta, Raimo Helminen, Hannu Järvenpää, Timo Jutila, Markus Ketterer, Janne Laukkanen, Harri Laurila, Jari Lindroos, Mikko Mäkelä, Mika Nieminen, Timo Peltomaa, Arto Ruotanen, Timo Saarikoski, Simo Saarinen, Keijo Säilynoja, Teemu Selänne, Ville Sirén, Pete Skriko, Raimo Summanen, Jukka Tammi, Pekka Tuomisto.

##### Mecze[17]

###### Faza grupowa
| Przeciwnik        | Data       | Wynik                 |
| ----------------- | ---------- | --------------------- |
| Niemcy            | 09.02.1992 | 5:1 (1:0, 2:0, 2:1) Z |
| Polska            | 11.02.1992 | 9:1 (4:0, 1:0, 4:1) Z |
| Stany Zjednoczone | 13.02.1992 | 4:1 (1:0, 1:1, 2:0) P |
| Szwecja           | 15.02.1992 | 2:2 (1:0, 0:1, 1:1) R |
| Włochy            | 17.02.1992 | 5:3 (3:0, 0:1, 2:2) Z |

Pozycja w grupie: 3. (3-1-1, 22:11, 7 pkt)

###### Ćwierćfinał[18]
| 19 lutego 1992 | Wspólnota Niepodległych Państw | 6:1 | Finalndia | Méribel Ice Palace, Méribel |

| Szczegóły      | Szczegóły | Szczegóły       | Szczegóły              | Szczegóły    |
| -------------- | --- | --------------- | ---------------------- | ------------ |
| Godzina: 17:00 | N. Borszczewski (PP) 05:42 A. Chomutow (PP) 17:36 J. Chmylew (PP) 34:50 W. Małachow (PP) 37:12 W. Bykow (PP) 47:21 S. Pietrienko (PP) 47:21 | (2:1, 2:0, 2:0) | P. Tuomisto (PP) 08:25 | Widzów: 6100 |

###### Mecze o miejsca 5-8
| Przeciwnik | Data       | Wynik               |
| ---------- | ---------- | ------------------- |
| Szwecja    | 20.02.1992 | 3-2 (2-0, 1-1, 0-1) |
| Francja    | 22.02.1992 | 4-1 (0-0, 2-0, 2-1) |

Końcowy wynik: 7. pozycja

### Kombinacja norweska

#### Mężczyźni
| Zawodnik                                  | Konkurencja | Normalna skocznia | Normalna skocznia | Normalna skocznia | Normalna skocznia | Normalna skocznia | Normalna skocznia | Normalna skocznia | Normalna skocznia | Bieg na 15 km/Sztafeta 3x10 km | Bieg na 15 km/Sztafeta 3x10 km | Bieg na 15 km/Sztafeta 3x10 km | Bieg na 15 km/Sztafeta 3x10 km | Wynik końcowy    | Wynik końcowy |
| Zawodnik                                  | Konkurencja | Seria 1.          | Seria 1.          | Seria 2.          | Seria 2.          | Seria 3.          | Seria 3.          | Suma              | Suma              | Strata na początku             | Czas netto                     | Czas brutto                    | Pozycja                        | Pozycja          | Źródło        |
| Zawodnik                                  | Konkurencja | Odległość         | Nota              | Odległość         | Nota              | Odległość         | Nota              | Nota              | Pozycja           | Strata na początku             | Czas netto                     | Czas brutto                    | Pozycja                        | Pozycja          | Źródło        |
| ----------------------------------------- | ----------- | ----------------- | ----------------- | ----------------- | ----------------- | ----------------- | ----------------- | ----------------- | ----------------- | ------------------------------ | ------------------------------ | ------------------------------ | ------------------------------ | ---------------- | ------------- |
| Pasi Saapunki                             | Gundersen   | 78,5 m            | 92,6 pkt          | 79,5 m            | 93,3 pkt          | 82,5 m            | 97,8 pkt          | 191,1 pkt         | 34.               | 4:09.4                         | 44:54.0                        | 49:03.4                        | 15.                            | 20.              | [ 20 ]        |
| Teemu Summanen                            | Gundersen   | 79,5 m            | 95,7 pkt          | 84,5 m            | 105,3 pkt         | 84,5 m            | 103 pkt           | 208,3 pkt         | 12.               | 2:14.7                         | 47:44.7                        | 49:59.4                        | 31.                            | 24.              | [ 20 ]        |
| Sami Kallunki                             | Gundersen   | 76 m              | 87,6 pkt          | 75 m              | 83,1 pkt          | 78,5 m            | 89,9 pkt          | 177,5 pkt         | 42.               | 5:40.0                         | 44:49.7                        | 50:29.7                        | 14.                            | 28.              | [ 20 ]        |
| Jari Mantila                              | Gundersen   | 85,5 m            | 107,3 pkt         | 85,5 m            | 102,9 pkt         | 88,5 m            | 109,4 pkt         | 216,7 pkt         | 5.                | 1:18.7                         | DNF                            | DNF                            | DNF                            | Niesklasyfikoway | [ 20 ]        |
| Pasi Saapunki Jari Mantila Teemu Summanen | Sztafeta    | NN                | 260,6 pkt         | NN                | 261,9 pkt         | NN                | 294,3 pkt         | 561,2 pkt         | 7.                | 6:59                           | 1:25:44.3                      | 1:32:43.3                      | 9.                             | 7.               | [ 21 ]        |

### Łyżwiarstwo figurowe

#### Mężczyźni
| Zawodnik          | Konkurencja | Program krótki | Program krótki | Program dowolny | Program dowolny | Suma     | Pozycja | Źródło |
| Zawodnik          | Konkurencja | Punkty         | Przelicznik    | Punkty          | Przelicznik     | Suma     | Pozycja | Źródło |
| ----------------- | ----------- | -------------- | -------------- | --------------- | --------------- | -------- | ------- | ------ |
| Oula Jääskeläinen | soliści     | 76,5 pkt       | 11,5 pkt       | 85,7 pkt        | 17 pkt          | 28,5 pkt | 19.     | [ 22 ] |

#### Pary
| Zawodnicy                   | Konkurencja   | 1. taniec obowiązkowy | 1. taniec obowiązkowy | 2. taniec obowiązkowy | 2. taniec obowiązkowy | Taniec oryginalny | Taniec oryginalny | Taniec dowolny | Taniec dowolny | Suma     | Pozycja | Źródło |
| Zawodnicy                   | Konkurencja   | Punkty                | Przelicznik           | Punkty                | Przelicznik           | Punkty            | Przelicznik       | Punkty         | Przelicznik    | Suma     | Pozycja | Źródło |
| --------------------------- | ------------- | --------------------- | --------------------- | --------------------- | --------------------- | ----------------- | ----------------- | -------------- | -------------- | -------- | ------- | ------ |
| Susanna Rahkamo Petri Kokko | Pary taneczne | 46,3 pkt              | 1,4 pkt               | 47 pkt                | 1,4 pkt               | 97,3 pkt          | 3,6 pkt           | 98,1 pkt       | 6 pkt          | 12,4 pkt | 6.      | [ 23 ] |

### Łyżwiarstwo szybkie

#### Mężczyźni
| Zawodnik      | Konkurencja | Czas     | Pozycja | Źródło |
| ------------- | ----------- | -------- | ------- | ------ |
| Harri Ilkka   | 500 m       | 38.48    | 26.     | [ 24 ] |
| Harri Ilkka   | 1000 m      | 1:17.96  | 34.     | [ 25 ] |
| Timo Järvinen | 5000 m      | 7:30.88  | 32.     | [ 26 ] |
| Timo Järvinen | 10000 m     | 14:50.75 | 21.     | [ 27 ] |

### Narciarstwo dowolne

#### Mężczyźni
| Zawodnik        | Konkurencja      | Kwalifikacje | Kwalifikacje | Kwalifikacje | Kwalifikacje | Kwalifikacje | Finał     | Finał  | Finał  | Finał  | Finał   | Źródło |
| Zawodnik        | Konkurencja      | Punkty       | Punkty       | Punkty       | Punkty       | Pozycja      | Punkty    | Punkty | Punkty | Punkty | Pozycja | Źródło |
| Zawodnik        | Konkurencja      | Akrobacje    | Lot          | Czas         | Suma         | Pozycja      | Akrobacje | Lot    | Czas   | Suma   | Pozycja | Źródło |
| --------------- | ---------------- | ------------ | ------------ | ------------ | ------------ | ------------ | --------- | ------ | ------ | ------ | ------- | ------ |
| Janne Lahtela   | Jazda po muldach | 11,2 pkt     | 5,15 pkt     | 5,41 pkt     | 21,76 pkt    | 18.          | DNF       | DNF    | DNF    | DNF    | DNF     | [ 28 ] |
| Tero Turunen    | Jazda po muldach | 12,1 pkt     | 4,65 pkt     | 4,65 pkt     | 21,4 pkt     | 20.          | DNF       | DNF    | DNF    | DNF    | DNF     | [ 28 ] |
| Petri Penttinen | Jazda po muldach | 6,6 pkt      | 3,65 pkt     | 3,46 pkt     | 13,71 pkt    | 41.          | DNF       | DNF    | DNF    | DNF    | DNF     | [ 28 ] |

Kobiety
| Zawodnik    | Konkurencja      | Kwalifikacje | Kwalifikacje | Kwalifikacje | Kwalifikacje | Kwalifikacje | Finał     | Finał  | Finał  | Finał  | Finał   | Źródło |
| Zawodnik    | Konkurencja      | Punkty       | Punkty       | Punkty       | Punkty       | Pozycja      | Punkty    | Punkty | Punkty | Punkty | Pozycja | Źródło |
| Zawodnik    | Konkurencja      | Akrobacje    | Lot          | Czas         | Suma         | Pozycja      | Akrobacje | Lot    | Czas   | Suma   | Pozycja | Źródło |
| ----------- | ---------------- | ------------ | ------------ | ------------ | ------------ | ------------ | --------- | ------ | ------ | ------ | ------- | ------ |
| Minna Karhu | Jazda po muldach | 5,8 pkt      | 4,1 pkt      | 4,85 pkt     | 14,75 pkt    | 19.          | DNF       | DNF    | DNF    | DNF    | DNF     | [ 29 ] |

### Skoki narciarskie

#### Mężczyźni
| Zawodnik                                                      | Konkurencja        | 1. seria  | 1. seria  | 2. seria  | 2. seria  | Suma      | Suma    | Źródło |
| Zawodnik                                                      | Konkurencja        | Odległość | Nota      | Odległość | Nota      | Nota      | Pozycja | Źródło |
| ------------------------------------------------------------- | ------------------ | --------- | --------- | --------- | --------- | --------- | ------- | ------ |
| Toni Nieminen                                                 | Skocznia normalnia | 88 m      | 112,3 pkt | 84,5 m    | 104,7 pkt | 217 pkt   | brąz    | [ 30 ] |
| Mika Laitinen                                                 | Skocznia normalnia | 85,5 m    | 106,3 pkt | 85,5 m    | 107,3 pkt | 213,6 pkt | 5.      | [ 30 ] |
| Risto Laakkonen                                               | Skocznia normalnia | 85,5 m    | 106,8 pkt | 79 m      | 93,9 pkt  | 200,7 pkt | 16.     | [ 30 ] |
| Ari-Pekka Nikkola                                             | Skocznia normalnia | 76 m      | 82,6 pkt  | 74,5 m    | 80,2 pkt  | 162,8 pkt | 53.     | [ 30 ] |
| Toni Nieminen                                                 | Skocznia duża      | 122 m     | 118,8 pkt | 123 m     | 120,7 pkt | 239,5 pkt | złoto   | [ 31 ] |
| Mika Laitinen                                                 | Skocznia duża      | 109,5 m   | 97,8 pkt  | 95,5 m    | 68,2 pkt  | 166 pkt   | 19.     | [ 31 ] |
| Risto Laakkonen                                               | Skocznia duża      | 102 m     | 83,8 pkt  | 98,5 m    | 80,4 pkt  | 164,2 pkt | 21.     | [ 31 ] |
| Ari-Pekka Nikkola                                             | Skocznia duża      | 99 m      | 79,1 pkt  | 94,5 m    | 70,3 pkt  | 149,4 pkt | 30.     | [ 31 ] |
| Toni Nieminen Ari-Pekka Nikkola Risto Laakkonen Mika Laitinen | Konkurs drużynowy  | NN        | 330,2 pkt | NN        | 314,2 pkt | 644,4 pkt | złoto   | [ 32 ] |